# Station Oslo-Vestbanen

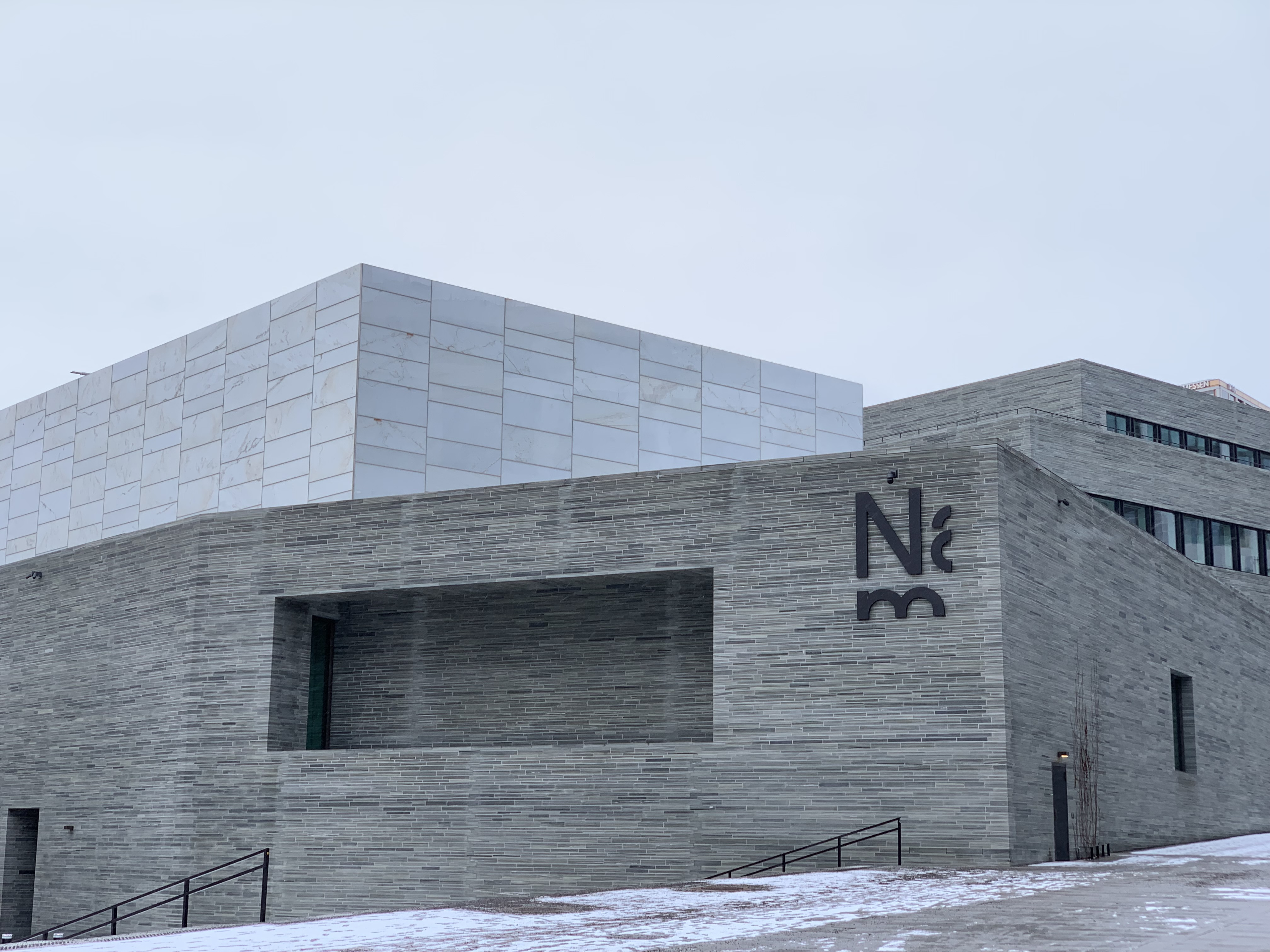
Het in 2022 geopende nieuwe Nasjonalmuseet

 Station Oslo-Vestbanen  is een voormalig station in de Noorse hoofdstad Oslo. Tot de opening van het centraal station in 1980 was Vestbanen het  eindstation voor de spoorlijnen die de stad vanuit het westen binnenkomen, zoals Bergensbanen en Sørlandsbanen. Het stationsgebouw is een ontwerp van Georg Andreas Bull. Vestbanen is een beschermd monument.
Na de opening van Oslo-S verloor het station zijn functie als spoorwegknooppunt. De spoorverbinding met het station werd in 1989 opgebroken. Het gebouw is tegenwoordig in gebruik bij het Noorse Nobelcomité dat verantwoordelijk is voor de toekenning van de Nobelprijs voor de vrede. 
Achter het als monument beschermd gebouw, op de plaats van de vroegere perrons en sporen werd een nieuwbouw opgetrokken voor het Nationaal Museum voor Kunst, Architectuur en Design, dat geopend werd in 2022.